# مارک بارنارد
مارک بارنارد (انگلیسی: Mark Barnard؛ زادهٔ ۲۷ نوامبر ۱۹۷۵) بازیکن فوتبال اهل بریتانیا است.
از باشگاه‌هایی که در آن بازی کرده‌است می‌توان به باشگاه فوتبال دونکستر راورز، باشگاه فوتبال دارلینگتون، باشگاه فوتبال روترهام یونایتد، باشگاه فوتبال استالی‌بریج سلتیک، باشگاه فوتبال آلفرتون تاون، باشگاه فوتبال وورکساپ تاون، باشگاه فوتبال تاموورث، باشگاه فوتبال نورتویچ ویکتوریا، و باشگاه فوتبال هروگیت تاون اشاره کرد.